# Slibning af værktøj
At slibe værktøj er en metode til at skærpe alt værktøj med en eller flere ægge, der kan skære, det være sig stemmejern, høvl, sav eller lignende. Der er forskellige metoder, alt efter værktøjet og udstyret, man har.

## Hårdt og blødt materiale
Hårdere skærende jern slibes enten på drejesten, nutildags oftest smergelsten, men almindeligvis på en tør carborundumsten og derefter på en broksten, der vædes med vand eller olie, eller på den hårde arkansassten, hvis hårdhed nærmer sig diamant.
Savklinger, ziehklinger og lignende files.

## Drejesten
Drejesten kan være lavet af gotlandsk sandsten, eller gullandsk sten, der er sandsten der anvendes til slibesten, og som brydes på Gotland, der førhen blev kaldt Gulland. Det mest almindelige er, at stenen hugges ud i cylinderform og tilpasses en aksel, så den kan sættes i et trug som drejesten. I dag er den ikke videre almindelig, men er dog set i funktion hos snedker Frits Seiergaard, der selv hentede den i et stenbrud på Gotland og siden passede den til derhjemme.
En anden form for drejesten er en såkaldt smergelsten, der er en oftest motordrevet, skiveformet rund slibesten. Slibematerialet er her korund, der på forskellig vis er bundet sammen, enten ad keramisk vej, eller ved hjælp af kunstharpiks. Smergelsten forhandles i adskillige kvaliteter og med kornstørrelse fra 8 (meget grov) til 600 (støvfin). Hårdhed og struktur varierer ligeledes.
Smergelsten er i dag ofte monteret på en motor og forsynet med anlæg for værktøjet der skal bearbejdes, og skærme, der forhindrer gnister og slibestøv i at flyve rundt i rummet.

## Skuresten
Til den grovere slibning anvendes en såkaldt skuresten, Carborundumsten, der er en form for kunstig safir/rubin, fremstillet ved ophedning af koks, salt og sand, hvorved der dannes siliciumkarbid, og den anvendes som skuresten til den grove slibning af værktøj. Stenene fås i mange forskellige finheder. Et andet silikat med en lignende anvendelse er kvarts, siliciumoxyd, der findes i fx arkansassten.
Ved at bevæge jernets fas frem og tilbage hen over den grove overlade skabes en råæg, eller vildæg, der på bagsiden af jernet afsætter en grat, der siden må fjernes ved hjælp af strygestenen.

## Strygesten
For at få jernet helt skarpt må æggen glattes helt ud og ruæggen fjernes. Det sker med en hvæssesten, eller strygesten, til tider en belgisk brokke, naturligt lavet af en forholdsvis blød lerstenart, oftest gullig i farven. Den anvendes enten som vand- eller som oliesten. De egentlige brokker er skåret eller hugget ud af større sten og er kun afglattet på én side. Det er næsten ikke længere muligt at fremskaffe ægte belgiske brokker. I stedet laves keramiske udgaver, fremstillet af knust materiale.

## Ligkiste
Det er Laurits Jensen der omtaler denne i Billedskærerbogen. Det er blot en lille æske med låg, en minutiøs kopi af en ligkiste, indeholdende en slibemasse bestående af karborundumpulver eller lignende iblandet talg. – Bruges til skærpning af billedskærerjern.